# 12780 Саламоні
12780 Саламоні (12780 Salamony) — астероїд головного поясу, відкритий 9 лютого 1995 року.
Тіссеранів параметр щодо Юпітера — 3,190.
Названо на честь креативного директора компанії Sky Publishing Сандри Ноель Саламоні.